# Ercros
Ercros es una empresa española perteneciente al sector de la industria química, con sede social en Barcelona. Nacida en sus inicios como un gran holding empresarial presente en numerosos sectores de la industria española, su débil situación financiera acabaría dando lugar a una grave crisis interna durante la década de 1990. En la actualidad constituye una de las principales empresas químicas de España. La sociedad Ercros tiene presencia en más de noventa países.

## Historia

### Orígenes y creación
Ercros nació en 1989 a partir de la fusión del grupo Explosivos Río Tinto (ERT) y la sociedad anónima Cros. Hacia finales de la década de 1980 se había iniciado un proceso de unión entre ambos conglomerados. Uno de los principales artífices de esta operación fue el grupo KIO, la filial europea de la Kuwait Investments Office, que desde años atrás ya controlaba a la sociedad Cros. En el momento de su creación, Ercros constituyó la principal empresa química de España, que a su vez constituía un holding presente en numerosos sectores. Su primer presidente fue Javier Vega de Seoane.
El nuevo grupo quedó organizado en cinco grandes áreas de negocio: minería, fertilizantes, petroquímica, química y defensa/explosivos. Para la división química se creó una nueva filial, Erkimia, mientras que para la división de explosivos y defensa se reconstituyó la histórica sociedad Unión Española de Explosivos. Para la división de fertilizantes se procedió a una concentración de los activos de ese negocio que poseían ERT y Cros, creándose la sociedad «Fertilizantes Españoles» (Fesa). Paralelamente, Ercros adquirió en 1989 la antigua empresa estatal Enfersa, a la que fusionó con su filial. Nació así una de las mayores empresas españolas de fertilizantes, Fesa-Enfersa. Dentro de la división de minería sobresalía la sociedad Río Tinto Minera, seguida por varias filiales de menor entidad.

### Crisis interna

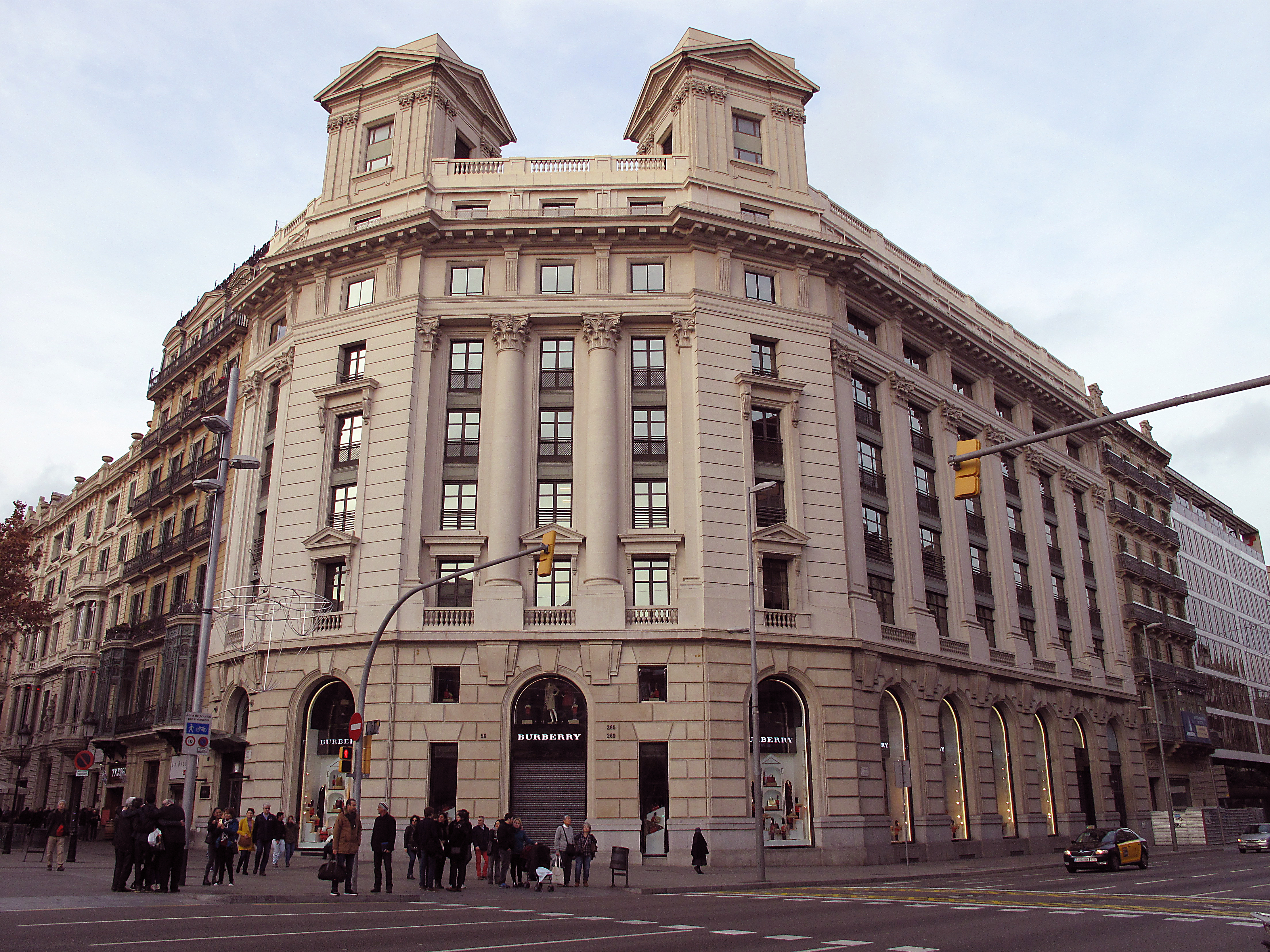
Antigua sede de Ercros sita en el barcelonés Paseo de Gracia.

Para 1990 el conglomerado Ercros estaba compuesto por más de setenta sociedades filiales y tenía un volumen de ventas de 231.229 millones de pesetas. Disponía a su vez de una red de centros de producción e instalaciones en buena parte del país. A pesar de su posición preeminente en el mercado español, la situación financiera del holding era muy frágil debido a las abultadas deudas que había heredado de sus predecesores. Ya en agosto de 1990 el valor de los títulos de Ercros en bolsa se depreció un 36%. En ese contexto, el grupo KIO comenzó a salir del accionariado del holding, lo que complicó aún más la situación financiera. 
El 8 de julio de 1992 Ercros se declaró en suspensión de pagos, que en su momento constituyó una de las mayores suspensiones de pagos de la historia española. Para entonces el grupo tenía un agujero financiero que alcanzaba los 215.000 millones de pesetas. Sobre las razones de este desenlace algunos autores han llegado a señalar que ello se debió a «la mala gestión del Grupo KIO y sus afanes especuladores». Como resultado de la contracción económica se cerraron varios de los centros de producción que poseía la empresa, al tiempo que se redujo sensiblemente la plantilla. Por este motivo, durante aquellos años Ercros también se vio obligada a vender buena parte de sus filiales, como Ertoil, Ertisa, Ership, Erkol, Río Tinto Minera, Fesa-Enfersa, Unión Española de Explosivos, etc.

### Reorganización
La grave crisis que atravesó la empresa llevó a que esta aplicase una profunda reorganización interna, saliendo de sectores como la minería, los fertilizantes, etc. Con una situación financiera saneada, Ercros iniciaría desde comienzos de la década de 2000 una nueva etapa, si bien limitada ya al sector de la industria química y, en menor medida, a los sectores farmacéutico y de la alimentación animal. En 2005 integró en su estructura al Grupo Aragonesas, tras haberse hecho con su control. Un año después, en marzo de 2006, se hizo con la totalidad del capital del grupo Derivados Forestales, tras lo cual Ercros se convirtió prácticamente en la primera empresa química española no petroquímica. En 2010 vendió su filial alemana, Ercros Deutschland GmbH, dedicada al negocio de emulsiones.